# Не хочу помирати (фільм)
«Не хочу помирати» — україно-російський повнометражний художній фільм на основі реальних подій про людину в пошуках надії жити. Прем'єра фільму відбулася 14 липня 2013 року, як відкриття Одеського міжнародного кінофестивалю.

## Інформація

### Сюжет
У світі існує два стани речей: це стан сили і стан слабкості. І один єдиний закон: "це відбувається!". Для того, щоб зрозуміти, як він працює, потрібно просто піднятися та йти… Це історія про людину, яка заблукала між світами у своєму розумі, але виявила, що надія існує. Зірки одеського андерграунду у сюрреалістичній галюцинації. На основі реальних подій.

### У ролях
У ролях:
- Стас Подлипський
- Геннадій Подвойський
- Сергій Ануфрієв
- Дмитро Дульфан
- Семен Росовський
- Ута Кільтер
- Всеволод Непогодін
- Семен Росовський

### Виробництво
- Режисер: Аліса Павловська,
- Сценарій: Семен Росовський,
- Продюсер: Максим Фірсенко, Сергій Геворков (співпродюсер), Аліса Павловська (виконавчий),
- Оператор: Філіп Дроздз,
- Монтаж: Андрій Ільїн.

### Цікаві факти
Режисер картини їхала з головним героєм, Стасом Подліпський, в потязі «Київ-Одеса», там вони і познайомилися. У нього була куртка з написом «Не хочу помирати». Коли вони розговорилися, він розповів, що через пару місяців повинен померти, і що треба терміново знімати про нього «документалку».